# برايان ويلسون (لاعب كرة قدم)
برايان ويلسون (بالإنجليزية: Brian Wilson)‏ (14 أبريل 1947 بنيوكاسل أبون تاين في المملكة المتحدة - ) هو لاعب كرة قدم بريطاني في مركز الدفاع. لعب مع نادي توركي يونايتد ونيوكاسل يونايتد.

## وصلات خارجية
- برايان ويلسون على موقع قاعدة بيانات كرة القدم.إي يو (الإنجليزية)